# Baatsagaan
Le sum de  Baatsagaan (mongol : ᠪᠠ ᠴᠠᠭᠠᠨ
ᠰᠤᠮᠤ, cyrillique : Баацагаан сум, MNS : Baatsagaan sum) est situé dans l'aimag (ligue) de Bayankhongor, en Mongolie.